# Neivamyrmex cloosae
Neivamyrmex cloosae é uma espécie de formiga do gênero Neivamyrmex.